# Kinntanna
Der Kinntanna (norwegisch für Backenzahn) ist ein 2724 m hoher und spitzer Berg im ostantarktischen Königin-Maud-Land. In den Drygalskibergen in der Orvinfjella ragt er 1,5 km nördlich des Holtanna aus dem östlichen Teil des Fenriskjeften auf.
Norwegische Kartographen, die ihn auch deskriptiv benannten, kartierten den Berg anhand von Luftaufnahmen und Vermessungen der Dritten Norwegischen Antarktisexpedition (1956–1960).